# Товарищество виноделия в Одессе
Товарищество виноделия в Одессе — известная компания-производитель алкогольных напитков дореволюционной России. Правление и производство компании располагались в Одессе.

## История

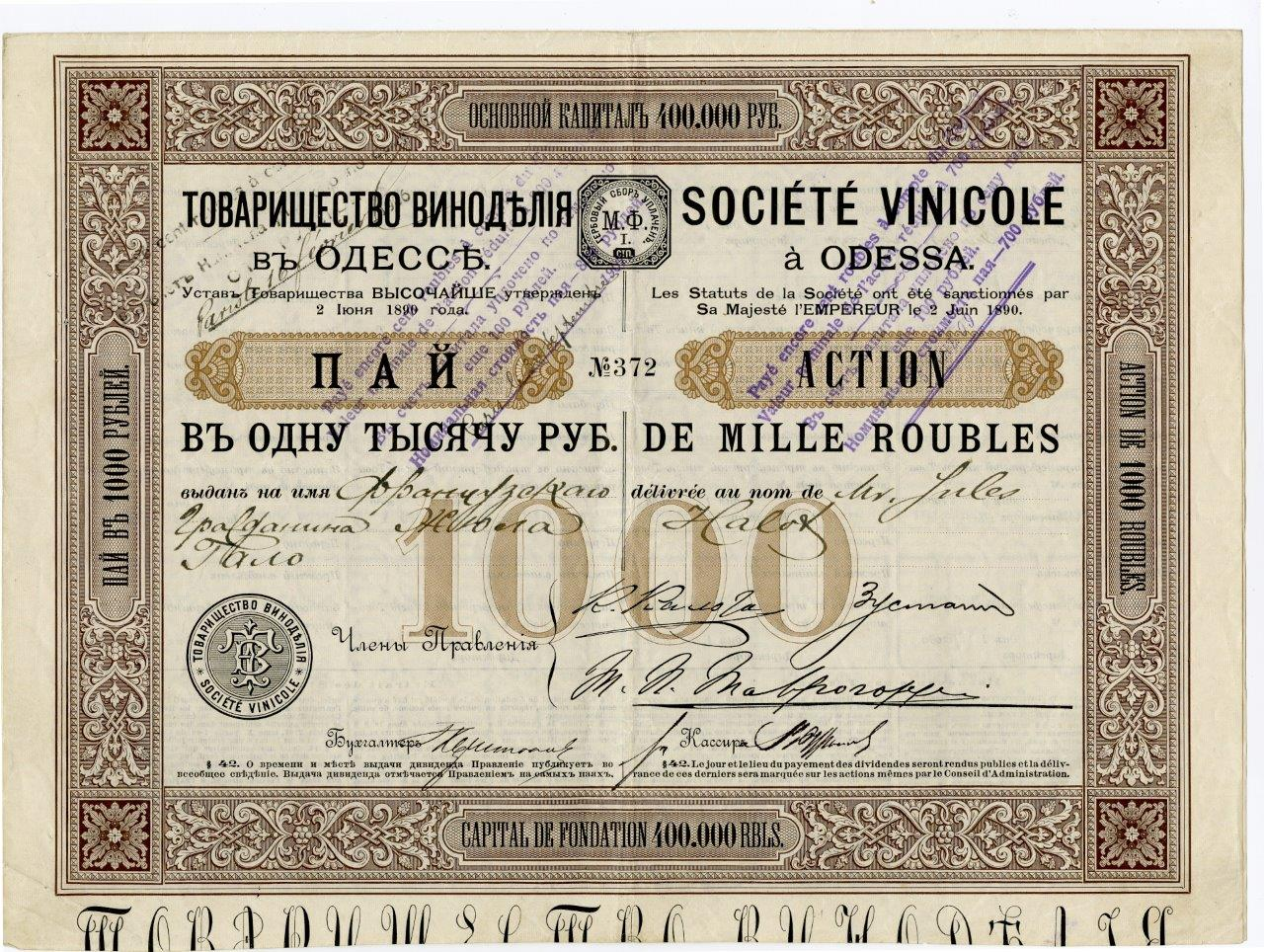
Пай в 1 тыс. руб., именной, Товарищества виноделия в Одессе.

Устав Товарищества виноделия в Одессе, прославившегося далеко за пределами Юга России прежде всего изготовленным по французской технологии шампанским «Эксцельсиор», был Высочайше утвержден 2 июня 1890 г.
Производственные мощности компании, часть акций которой принадлежала известному Торговому дому «Родоканаки», размещались на территории небольшого трущобно-промышленного района Бугаевка, к западу от знаменитой одесской Молдаванки.
Изначально виноделы с Бугаевки наладили выпуск столовых вин из местного винограда, однако венцом их творения стало производство (одно из первых в России) игристого напитка, выполненного по классической французской технологии с привлечением французских специалистов. За свое высокое качество и отменный вкус одесское шампанское получило название «Эксцельсиор», что в переводе и означает «превосходный».
В 1893 г. Товарищество виноделия экспонировало свое шампанское на всемирной Колумбовой выставке в Чикаго, где оно было отмечено сразу двумя наградами — медалью и почетным дипломом. В следующем, 1894 г., на винодельческой выставке в Бухаресте «Эксцельсиор» получил золотую медаль, после чего стал поставляться ко двору короля Румынии.
В 1896 г. на эпохальной выставке в Нижнем Новгороде молодое Одесское Товарищество удостоилось золотой медали «за широкое развитие в короткое время производства игристого вина, приготовленного французским способом». Сравнивая отечественные игристые вина с французским шампанским, известный общественный деятель и диетолог Д. В. Каншин писал в том же году в издаваемом в С.-Петербурге журнале «Наша пища»:
```
«Наши русские шампанские на наш вкус очень недурны и шампанское "Голицын", по-нашему, не хуже дешевых привозных шампанских. В последнее время стали очень хвалить "Excelsier"».
[
6
]
```

Триумфально — золотой медалью — было отмечено участие одесского Товарищества виноделия и во Всемирной выставке в Париже в 1900 г.
Одесское шампанское выпускалось уже в то время выпускалось нескольких видов — сухое, полусухое и сладкое, и активно распространялось в том числе и во Франции — на родине и «Мекке» игристого напитка.
В начале XX в. Товарищество виноделия в Одессе было преобразовано во франко-русское акционерное общество, филиал конторы которого открыли в Париже. Кроме «Эксцельсиора» были запатентованы и запущены в производство новые торговые этикеты — шампанское «Стелла» и «Франко-Русское», коньяк «Феникс» и др. По сохранившимся архивным данным в предвоенном 1913 г. на производстве Товарищества в Одессе по адресу: Бугаёвская улица, 52, трудилось 33 рабочих, годовой оборот компании составлял 197 тыс. руб.
Разрушенный и разграбленный в годы гражданской войны завод Товарищества виноделия в Одессе впоследствии так и не был восстановлен.